# 滘西村碼頭
滘西村碼頭（英語：Kau Sai Village Pier），是香港一個公眾碼頭，位於新界西貢區滘西洲滘西村。現時設有一條來往西貢公眾碼頭、滘西村碼頭以及糧船灣碼頭的街渡航線，但只於周末和假日服務。

## 歷史
由於舊滘西村碼頭水深不足，只有一個泊位，且面積狹小，而假期時使用量甚高，難以滿足需求。為了改善情況，滘西村碼頭於2017年被土木工程拓展署納入改善碼頭計劃並進行重建，施工時將採用非撞擊式打樁法、低噪音機動設備、水質監控等緩解環境影響措施。重建後的碼頭設有3個船隻停泊位，其中一個更設有登船斜道，方便無障礙使用。新碼頭設有上蓋、Wi-Fi覆蓋、充電設施、座椅、飲水機以及電子顯示屏等多種配套設施。碼頭欄杆採用帆船圖案，象徵以船為家的漁民。碼頭電箱亦有加入村民的彩繪，並描繪了村民對滘西村的印象。